# Кливланд
Вижте пояснителната страница за други значения на Кливланд.
Кливланд, срещан още и като Кливлънд, (на английски: Cleveland) е град в САЩ, административен център на щата Охайо.
Разположен е на южния бряг на езерото Ери, на около 95 km от границата между Охайо и Пенсилвания. През града протича река Каяхоуга. Някога 5-и по големина град в страната, днес Кливланд има население от 478 403 души (2000), заемайки 33-то място в САЩ.
Бюрото за преброяване на населението на САЩ предлага различни дефиниции за Голям Кливланд – най-голямата агломерация в Охайо. Районът Кливланд-Илирия-Ментър има население от около 2 100 000 души и се нарежда на 23-то място в страната.
Кливланд е част и от по-големия район Кливланд-Акрън-Елирия, който има население 2 945 831 души.

## Известни личности
Родени в Кливланд
- Уилис Тодхънтър Балард (1903 – 1980), писател
- Хали Бери (р. 1966), актриса
- Джим Брикман (р. 1964), музикант
- Джудит Бътлър (р. 1956), философ
- Доналд Глейзър (р. 1926), физик
- Дороти Дендридж (1922 – 1965), актриса и певица
- Фредерик Джеймисън (р. 1934), литературен критик
- Филип Джонсън (1908 – 2005), архитект
- Харлан Елисън (р. 1934), писател
- Джордж Ефинджър (р. 1947), писател
- Долф Зиглър (р. 1980), кечист
- Кенет Камерън (р. 1949), космонавт
- Джефри Карвър (р. 1949), писател
- Керъл Кейн (р. 1952), актриса
- Гилби Кларк (р. 1962), музикант
- Джеймс Ловел (р. 1928), космонавт
- Джордж Лоу (1956 – 2008), космонавт
- Майк Мизанин (р. 1980), кечист
- Хенри Манчини (1924 – 1994), композитор
- Фред Нийл (1936 – 2001), музикант
- Теодор Сарбин (1911 – 2005), психолог
- Роналд Сега (р. 1952), космонавт
- Мери Уебър (р. 1962), космонавтка
- Карл Уолц (р. 1955), космонавт
- Кристофър Ходап (р. 1958), писател
- Грегъри Хърбо (р. 1956), космонавт
- Трейси Чапман (р. 1964), певица

Починали в Кливланд
- Уилям Калдер (1934 – 2002), орнитолог
- Ани Катан-Розенберг (1898 – 1992), психолог
- Хари Оберхолсер (1870 – 1963), орнитолог
- Алберто Спенсър (1937 – 2006), еквадорски футболист
- Омар Сулейман (1936 – 2012), египетски политик

## Побратимени градове
Кливланд има 20 побратимени град:
| - Александрия (Египет) - Бангалор (Индия) - Бахър Дар (Етиопия) - Братислава (Словакия) - Брашов (Румъния) - Волгоград, Русия (1990) - Гданск (Полша) - Ибадан (Нигерия) - Клайпеда (Литва) - Кливланд (Великобритания) |  | - Конакри (Гвинея) - Лима (Перу) - Любляна (Словения) - Мейо (Ирландия) - Мишколц (Унгария) - Руан, Франция - Сегундо Монтес (Салвадор) - Тайпе (Република Китай (Тайван)) - Фиер (Албания) - Хайденхайм ан дер Бренц (Германия) - Холон (Израел) |